# Korriban
Korriban is een fictieve planeet in het Star Wars universum, de enige planeet in het Horuset-stelsel. Het werd gebruikt als een kerkhof voor de oude Sith en werd later gebruikt als trainingsfaciliteit voor de modernere Sith.
Deze afgelegen verboden planeet is gevuld met de energie van de Duistere Kant en was de begraafplaats van het oude Sith Keizerrijk en een heilige plaats voor de Sith Orde. Er draaien zeven manen om hem heen en hij was onbekend voor de Oude Republiek tot de opkomst van de Dark Lord Naga Sadow. De oude Dark Jedi vluchtte naar Korriban nadat ze verbannen waren door de Jedi Ridders.
Korriban werd oorspronkelijk bewoond door het Sith ras, mensen met een rode huid. De Dark Jedi deden de Sith versteld staan met hun training in De Kracht, en werd daardoor als goden behandelt. Hierdoor werden ze de heersers van de Sith. Terwijl de jaren verstreken werden de twee volkeren een (Hierdoor worden de Dark Jedi nu ook Sith genoemd).
Duizenden jaren voordat de Dark Jedi naar Korriban kwamen was Korriban een veroverde wereld van het Rakata Infinite Keizerrijk en op zijn oppervlakte werd een Star Map gebouwd die de locatie bevatte van het Raktata superwapen: De Star Forge. Na de val van de Rakata, werd de Star Map gesaboteerd en waren de oorspronkelijke bewoners weer vrij.
Korriban is een verlaten wereld die door de overheersing van de Sith magie nog gevaarlijker is geworden. De Sith Lords lieten enorme paleizen en begraafplaatsen bouwen om hun gevallen Dark Lords te eren. Als er een Dark Lord stierf werd zijn gemummificeerde lichaam met een grootse ceremonie bijgezet in de Vallei van de Dark Lords (Valley of the Dark Lords).
Na de val van het Sith Keizerrijk, verloor de planeet veel van zijn glorie. Het werd kort opnieuw bevolkt door de Sith tijdens het bewind van Darth Malak, en huisde de Dreshdae kolonie en een Sith training academy. Echter na de dood van Malak door Revan, stortte de Sith Orde in burgeroorlog en werd de wereld opnieuw verlaten.

## Vallei van de Dark Lords
De Vallei van de Dark Lords is de begraafplaats van de oude Sith Lords. De Duistere Kant zelf is er erg sterk aanwezig. Hssiss, grote reptielachtige wezens, bewaken de geesten van Sith die in hun onderlinge oorlogen gedood werden. In de vallei zelf zijn vier tempels te vinden. Later werd in een grottenstelsel de lang verloren gewaande tempel van Ludo Kressh gevonden. In het computerspel Knights of the Old Republic bezoekt de speler (Revan) de Vallei van de Dark Lords wanneer hij zichzelf moet bewijzen voor Meester Uthar.

### Tombe van Marka Ragnos
Tijdens de Jedi Burger Oorlog werd de Tombe van Marka Ragnos bewoond door een op hol geslagen robot die het niet eens was met zijn bloeddorstige programmering. Toen Revan de tombe bezocht, eiste de robot zijn hulp om zijn "moordenaars" programma te verwijderen. Wanneer Revan de Lichte Kant volgt helpt hij de robot door het programma te verwijderen waardoor de robot kan ontsnappen. Is Revan echter slecht dan activeert hij het zelfvernietigingsprogramma van de robot en blaast hem op.
Voordat Revan vertrok uit de tombe nam hij eerst nog de handschoenen van Marka Ragnos mee, een object gevuld met De Kracht van de Duistere Kant.

### Tombe van Ajunta Pall
Ajunta Pall was een oude Sith Lord met grote kracht. Volgens legendes had hij een zwaard met ongelooflijke krachten, hoewel niemand wist wat die krachten waren. Toen Revan zichzelf moest bewijzen voor Meester Uthar, bezocht hij de tombe van Ajunta Pall op zoek naar het befaamde zwaard. Na de vallen van de tombe getrotseerd te hebben vond Revan drie zwaarden in de tombe. Ajunta Palls geest verscheen en droeg Revan op het juiste zwaard te vinden. Ajunta wilde één worden met De Kracht maar kon dit niet door de duistere kracht van zijn zwaard. Als Revan het juiste zwaard kiest kan hij beslissen of hij Ajunta probeert te bekeren naar de Lichte Kant of het uitlachen en zijn geest de vergetelheid in blazen. Wanneer Revan het verkeerde zwaard kiest valt Ajunta hem aan.